# One 31
泰国ONE31电视台（全稱：Channel One 31，又稱One31或One31 HD），是泰國的一條地面數碼電視頻道，由演藝公司GMM Grammy持有。此頻道製作各種節目予觀眾收看，包括電視劇、綜藝節目、比賽轉播、新聞及娛樂節目等。
此頻道於2011年12月1日啟播，當時名為1-Sky One（วัน-สกาย วัน），主要播放由母公司GMM Grammy旗下的各類公司所製作的電視節目。2012年4月1日，此頻道改名為GMM Z Hitz（จีเอ็มเอ็มแซต ฮิตส์）。同年11月1日，此頻道再度改名為GMM One。至2015年12月2日，再度改名為現時的One 31。原先One31 App改版成oneD的全新OTT平台。

## 藝人

### 男藝人
- 納瓦·君拉塔納拉（Pong）
- 萨拉·纳拉帕塞尔库（Neng）
- 傑迪帕·迪拉朋帕（Jes）
- 帕金·庫姆維萊薩克（Tono）
- 塔那帕特·卡維拉（Film）
- 珀拉帕·斯里卡瓊德查（Tre）
- 諾拉帕特·維拉潘（Bright）
- 塔納德·歐帕坦亞功（Toto）
- 卻猜·穆馬克（Act）
- 阿提帕·納·宋卡（Chino）
- 薩賈功·查拉德（Pearl）
- 帕蘇特·彭帕蘇（Nut）
- 基達坎·拉查吉帕甘（Kan）
- 薩天蓬·瓊普普萊（Bee）
- 巴迪潘·巴塔衛剛（英语：Patiparn Pataweekarn）（Mos）
- 科恩·西里森（Korn）
- 吉沙功·甘格通（Tongtong）
- 協塔朋·平朋（Tao）
- 納帕特·因傑爾（英语：Napat Injaiuea）（Gun）
- 朱塔吾·帕塔拉剛普（March）
- 巴拉塔功·凱亞南（See）
- 坤納功·普拉索（Team）
- 查蘭·拉塔納梅塔農（Boss）
- 拉查威·查隆加南（Graphic）
- 拉查達·翰帕儂（Jam）
- 尤金·塔那納特（Draft）
- 肯·勒西提猜（Ken）
- 艾達奈·傑薩德（Thank）
- 薩馬普·阿薩梅唐昆（Tawan）
- 阿迪查·希馬拉塔納（Pete）
- 阿迪查·希馬拉塔納（Pete）
- 塔納西·彭諾伊（Best）
- 塔塔納·宰登（Donut）
- 希瓦吾·普拉塞拉尼（Nut）
- 納塔拉特·諾帕拉塔亞蓬（Ice）
- 阿提瓦·唐彭辛塔納（Teddy）
- 尤蘇克·馬紹卡（英语：Yusuke Masaoka）（Yu）
- 達坦·馬爾（Tartan）
- 科拉維·沙拉辛（Gumpuns）
- 查那堤·皮素瑟里翁（Bank）
- 蓬克里·西里賓賈（March）
- 廷納波·帕東坦（Cable）
- 奇納隆·維塞松帕克（Phun）
- 克里薩達·錢迪（Big）
- 基蒂蓬·普倫普雷達蓬（Pu）
- 提塔·詹亞斯里庫（Tae）
- 瓦拉烏·波營（Tum）
- 賈魯瓦特·齊瓦蘭（英语：Jaruwat Cheawaram）（Dome）
- 薩卡拉·斯里萬蓬（Ton）
- 拉差鵬·蒂瓦塔納瑟（Sern）
- 肖邦·努欽特拉（Chopin）
- 阿努帕·朗索塞（Ngern）
- 阿那德鵬·思裡醇慕桑（R）
- 阿卡那·凌米查（Ak）
- 維塔亞·泰提普（Kong）
- 佩特·博拉寧（Petch）
- 納查潘·帕拉瑪查倫羅（Pepo）
- 忖拉維·密通唐（Point）
- 塔納克里·塔拉索彭（Earth）
- 松辛·宰潘（Win）
- 瓦辛·本彭薩（Win）
- 維普·甘呢迪（Wipoo）
- 蘇帕帕特·塔薩納詹倫（Rocket）
- 西里·柴亞昆（Mac）
- 皮塔亞·薩丘安（Daou）
- 納拉功·尼查庫塔納喬（Diamond）
- 吉蒂莫克·詹川（Geler）
- 吉拉帕·皮曼波姆（Pentor）
- 坎塔蓬·晉達塔維彭（Offroad）
- 薩哈拉·田潘（Boom）
- 彭拉查達·柴西瓦蒙空（Phoom）
- 納蘇塔·薩蘭西里博里拉（Oh）
- 德查瓦·彭德查皮帕（Copper）
- 帕拉·差尤尼提洛（Korn）
- 里斯·戴維斯（Maddoc）
- 布爾塞斯·普欣邱旺薩（Boss）
- 金納波普·普拉塔納桑蒂（Tangton）
- 塔佑薩通·懷猜亞（Pluem）
- 通猜·旺斯里派桑（Wu）
- 佩帕差亞·隆德查努拉（Tiewhui）

### 女藝人
- 楠迪·宗拉維蒙（Bee）
- 婉娜拉·宋提查（Vill）
- 瑪麗·布羅納（Marie）
- 芃瑟蓉·柔伊露恩（Xiangxiang）
- 艾麗莎·坤匡（Maprang）
- 農吉拉·叻卡準娜袞（Ferny）
- 娜塔雅·通森（Plengkwan）
- 普朗希妮·威拉萬（Prang）
- 芭瓦拉妲·威拉萬（Pow）
- 阿妮芃·查倫普拉納翁（Nat）
- 索拉薇·塔納彭希蘭（Pingping）
- 安琪薩·賈姆莎（Fimi）
- 普蕾瓦·邦納格（Faye）
- 詩娜拉迪·阿努彭皮洽（Yaimai）
- 澈瑪琳·科爾（Kimmy）
- 詩麗通·莉阿藍瓦（Bint）
- 伊薩拉婉·查倫丘亞（Fon）
- 蕾維雅楠·塔格（Ben）
- 琵查娜·莎卡功（英语：Phitchanat Sakhakon）（May）
- 潘緹拉·玟·班斯理塔那措（Lily）
- 卡米拉·基蒂瓦·克恩（Milly）
- 妮可·基蒂瓦·克恩（Nikki）
- 佩蒂·霍卡里（Patty）
- 查萊特·瓦西塔·赫爾梅瑙（Charlette）
- 娜查芃·溫薩瓦（Paifah）
- 蘇珊娜·雷諾（Suri）
- 阿媞蒂雅·考夫曼（Yim）
- 朗拉·門帕尼（Kaimook）
- 維查雅尼·別格林（Gam）
- 琳皮塔·金達普（Ying）
- 拉維絲拉拉·皮本帕努瓦（Preen）
- 拉蒂潘·潘皮尼（Janie）
- 布莎甘·丹迪帕納（英语：Butsakon Tantiphana）（Egg）
- 克里芭帕·埃卡皮帕塔納（Bel）
- 阿查莉婭·波緹皮琵塔納功（Prim）
- 波恩卡蒙·阿蒙吉達農（Lily）
- 朗拉達·朗里吉佳倫（Inter）
- 莎露查·佩特洛（Yingying）
- 芃潘·勒卡達甘（Hongyok）
- 阿妮·素薇（Mild）
- 可拉格·康坎（Koii）
- 帕達琳·巴霖亞拉（Toon）
- 本妮薩·施里桑（Baitoey）
- 塔娜帕·普密迪特（Mila）
- 琵查雅·緹帕拉（Dream）
- 娜芭帕·緹達卡文（Mook）
- 妮查·琵雅瓦塔納農（Phingphing）
- 普洛派琳·林巴納威塔亞儂（Ploy）
- 普莉雅納·巴蒂特（Eye）
- 阿塔琳雅·恩辛斯里袞（Alee）
- 帕查普洛伊·魯安達鑾（Patcha）
- 薇琳薩拉·唐綺蘇瓦妮（Perth）
- 萍拉帕·瓊蘇拉（Pim）
- 米妮·玫雅帕（Minnie）
- 法麥·卡斯塔迪（Mai）
- 阿妮潘·查倫普拉納翁（Nitar）
- 查妮妲·登薩姆蘭（Miew）
- 拉妲娜芃·諾松捻（Praew）
- 法蒂瑪·德查瓦麗袞（Earnearn）
- 妮查雅·烏農塔甘（Pim）
- 緹蒂楠·薩恩拉（Noolek）
- 塔娜查·詹南（Tan）
- 雅達·蘇萬帕塔納（Cookie）
- 緹普拉米妲·班塔翁卡賓（英语：Thiplamidda Pantawongkabin）（Ploy）
- 娜夏·泰查蒙卡拉皮瓦（Miu）

## 前藝人／主播

### 藝人
- 查亚鹏·普帕特（New）（2008年—2016年）
- 塔納泰·查亞特（Kangsom）（2012年—2017年）
- 能提妲·索彭（Noona）（2013年—2020年）
- 藍藍琳·德加莎·維（Cheribelle）（2012年—2022年）
- 素格力·威塞哥（Bie）（2006年—2022年）
- 安查莎·蒙坤莎麥（Bifern）（2014年—2023年）

### 主播
- 昆蒂拉·帕奇姆萨瓦（Mind）（2014年10月1日—2016年）

## 合作伙伴
- CHANGE2561[4]

## 外部連結
- One 31官方網站（页面存档备份，存于）